# Liste von Erotikmuseen

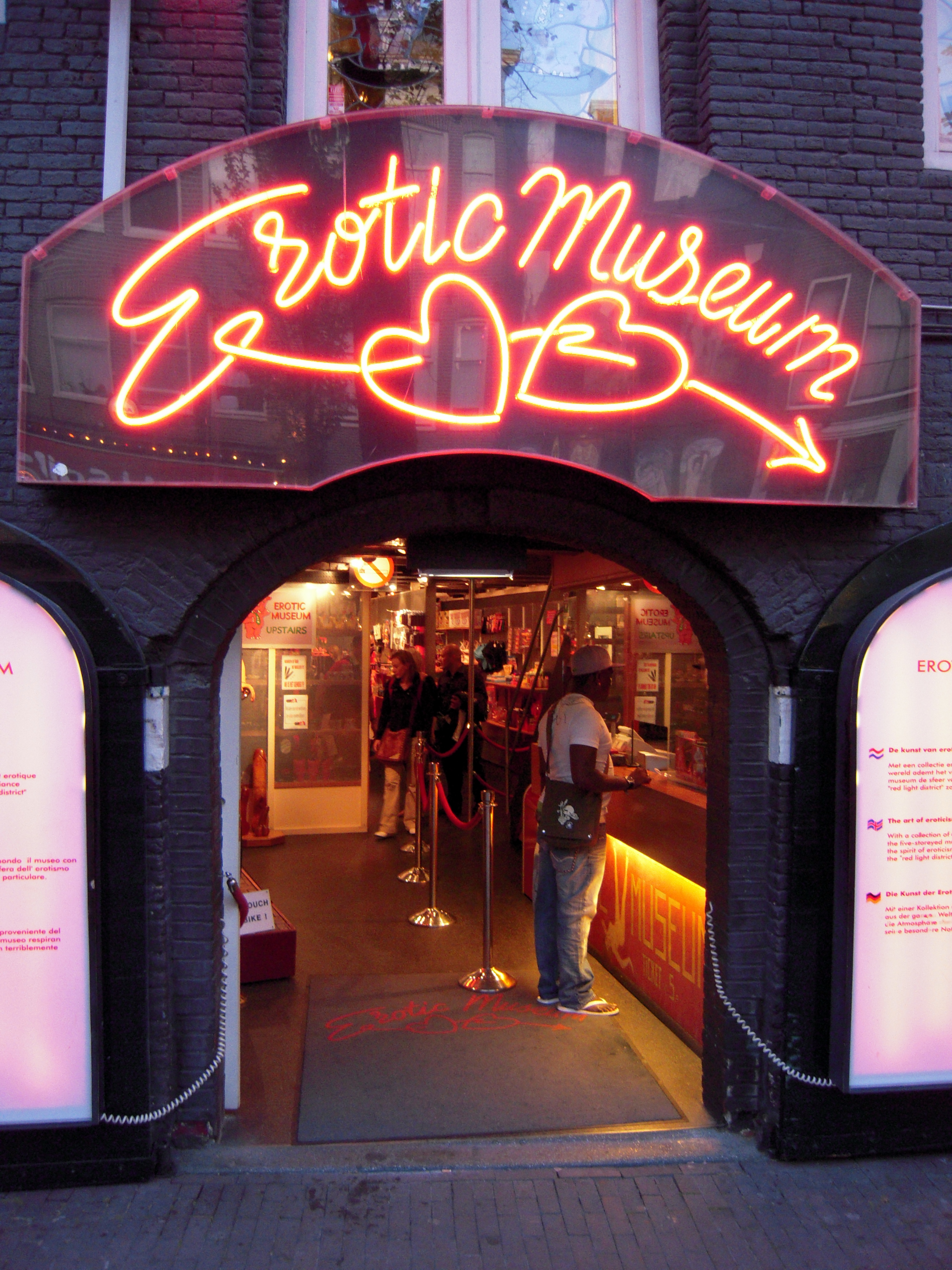
Erotic Museum in Amsterdam

Die Liste von Erotikmuseen gibt einen Überblick zu Erotikmuseen in aller Welt. Die Liste erhebt keinen Anspruch auf Vollständigkeit.
Ehemalige Museen sind in Schrägschrift dargestellt.

## Europa

### Deutschland
- Berlin, Kantstraße / Ecke Joachimsthaler Straße, Beate Uhse Erotik-Museum, 1996 – August 2014
- Frankfurt am Main, Uhlandstraße 21, Venusberg Bar, 1999–2015[1]
- Hamburg, St. Pauli, Bernhard-Nocht-Straße, Erotic Art Museum Hamburg, 1992–2007,  2018 neu eröffnet
- Hamburg, St. Pauli, Clemens-Schultz-Straße, „L’apotheque“ Museum für historisches Sexspielzeug, seit 2022[2]

### Österreich
- Wien, Prater, Sexmuseum, 1985 bis etwa 1995[3]

### Schweiz
- Zürich, Stüssihofstatt 14, Museum of Porn in Art[4]

### Belgien
- Brüssel, Zavel/Sablon (Brüssel), Sint Annastraat 32, MEM (Museum für Mythologie und Erotik), eröffnet 2012[5][6]

### Dänemark
- Kopenhagen, 1. Standort: Vesterbrogade 31 (1992), ab dem 14. Mai 1994 in der Købmagergade 24,Museum Erotica, 1992 – 2. März 2009

### Frankreich
- Paris, Pigalle, 72 Boulevard de Clichy, Musée de l'érotisme, November 1997 – 7. November 2016

### Island
- Reykjavík, Laugavegi 116, Isländisches Phallusmuseum, eröffnet 1997 (2004–2012 in Húsavík)

### Italien
- Neapel, Piazza Museo Nazionale, 19, Archäologisches Nationalmuseum (Museo Archeologico Nazionale), Geheimes Kabinett (Gabinetto Segreto), ab 2000
- Venedig, Calle Dei Fabbri, 834, Museo D'arte Erotica, 750 m² Ausstellungsfläche, eröffnet Februar 2006[7]

### Lettland
- Riga, 24 Kalkstraße, Museum of Erotic Art, eröffnet am 3. November 2011[8]

### Litauen
- Kaunas, Daukanto Street, Erotikmuseum (13-07-2009 bis 11-03-2010)[9]

### Niederlande
- Amsterdam, Oudezijdsachterburgwal 54, Erotic Museum, eröffnet 1985[10]
- Amsterdam, Damrak 18, Sexmuseum Venustempel, eröffnet 1985[11]
- Amsterdam, Oudezijds Achterburgwal 60H, Red Light Secrets-Museum of Prostitution, eröffnet Februar 2014[12]

### Polen
- Warschau, Ulica Grzybowska 3, Muzeum Erotyki, 2011–2012[13]

### Russland
- Moskau, 15 The New Arbat, Tochka G, eröffnet 2011[14][15]
- Sankt Petersburg, Furshtatskaya embankment 47/11a, Museum of Erotica, ab April 2004[16]
- Sankt Petersburg, Ligovski Av., MusEros, eröffnet am 14. Februar 2013[17][18]

### Spanien
- Barcelona, La Rambla 96, Museu de l’Erotica, eröffnet 1997[19][20]
- Medinaceli, C. San Román, 3, La Maison d’Eros, eröffnet 2022

### Tschechien
- Prag, Melantrichova 18, Sex Machines Museum, eröffnet 2002[21]

## Amerika

### Brasilien
- Piracicaba, „Sex-Vergnügungspark“ ab 2018,

### USA
- Florida
  - Miami Beach, 1205 Washington Avenue, World Erotic Art Museum Miami, eröffnet am 16. Oktober 2005[22]
- Illinois
  - Chicago, 6418 N Greenview Ave., Leather Archives and Museum, eröffnet 1991[23]
- Kalifornien
  - Los Angeles, Hollywood Boulevard, Hollywood Erotic Museum, Januar 2004 bis Juli 2006[24]
  - San Francisco, 1620 Polk Street, Good Vibrations Antique Vibrator Museum,[25]
- Montana
  - Butte, Dumas Brothel, Bordellmuseum, eröffnet 1989
- Nevada
  - Las Vegas, 3275 Sammy Davis Jr. Drive, Erotic Heritage Museum, eröffnet am 2. August 2008[26]
- New York
  - New York City, Manhattan, 233 Fifth Avenue, Museum of Sex, eröffnet 2002[27]

## Asien

### China
- 1. Standort: Shanghai, eröffnet 1999
- 2. Standort: außerhalb Shanghais, nannte sich „Museum of Ancient Chinese Sex Culture“ oder „Dalin Cultural Exhibition“ (benannt nach dem Sexologen Liu Dalin), eröffnet 2001
- 3. Standort: Tongli bei Shanghai, Chinesisches Sexmuseum, eröffnet 2004

### Indien
- Mumbai, eröffnet am 26. November 2002[28]

### Japan
In Japan gibt es überall im Land viele Sexmuseen, die Hihokan (Haus der verborgenen Schätze) genannt werden. Diese gibt es in Vergnügungszentren und werden vorwiegend von Einzelpersonen geführt (nicht von Organisationen). Erste Museen gab es in den 1960ern; viele schlossen in den 1990er bis 2000er Jahren.
- Atami[34]
- Nikkō[35]
- Ikaho[36]

### Südkorea
- Südkorea, Seoul, Jongno, 17-1, Sogyeok-dong, Asia Eros Museum, eröffnet am 23. Mai 2003[37]
- Südkorea, Insel Jeju, Jeju Love Land, eröffnet 2004

## Australien
- Canberra, National Museum of Erotica, (bestand von März 2001 bis 2003)[38]

## Virtuelle Museen
- Vaginamuseum, virtuelles Erotikmuseum, gegründet 2014
- Das Venusberg Erotic Art-Museum ist ein virtuelles Erotik-Museum, gegründet 1997 von einem deutschen Sammler und als Paysite betrieben.[39]
- Das Vintage Erotica Museum ist ein virtuelles Erotik-Museum, das seit 2007 online ist und als Paysite betrieben wird.[40]
- Das private DMK Erotic Art Museum basiert auf einer Sammlung von Roger Peyrefitte, Paris und wurde 1982 vom deutschen Kunstsammler D. M. Klinger gegründet. Es ist öffentlich nicht zugänglich. Die Sammlung mit mehr als 4000 seltenen Einzelstücken, Bildern, Skulpturen und historischen Dokumenten aller Art wird zum Verkauf angeboten.[41]
- Das Virtual Museum of Erotic Art wurde erschaffen als Diplomarbeit in der Jan Matejko Academy of Fine Arts, Polen. Die Seite basiert auf Adobe Flash und besteht in englischer und polnischer Sprache. Es ist eine Sammlung von 69 erotischen Werken prominenter Künstler, die auf Grundlage des Erotismus kommentiert wurden.[42]
- AMEA – World Museum of Erotic Art, eine Paysite mit teilweise freien Angeboten[43]

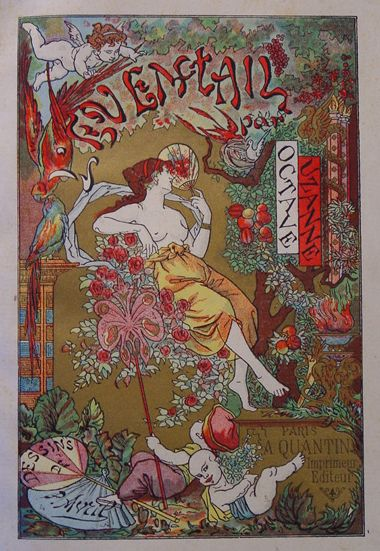
Octave Uzanne-L'Eventail-1882

- Les Amants du Néant[44]